# آرت ستارتجيس
آرت ستارتجيس (بالهولندية: Aart Staartjes)‏ (1938 - 2020)، هو ممثل، ومقدم تلفزيوني، ومخرج تلفزيوني، ومخرج أفلام وثائقية وكاتب هولندي.
ولد ستارتجيس في نيويندام شمال أمستردام يوم 1 مارس 1938. وتوفي يوم 12 يناير 2020 في مدينة خرونينغن بعد أن أصيب في حادثة سيارة في مدينة ليوواردن.

## من أهم أعماله التلفزيونية
- البرنامج المشهور في هولندا «Sesamstraat».

## من مؤلفاته
- Aarts vader, 2005, Thomas Rap
- Had ik maar een vak geleerd, 2006, De Bezige Bij
- Hannes, 2009
- Grote Hannes is al zeven, 2012

## روابط خارجية
- آرت ستارتجيس على موقع IMDb (الإنجليزية)
- آرت ستارتجيس على موقع ميوزك برينز (الإنجليزية)
- آرت ستارتجيس على موقع ديسكوغز (الإنجليزية)
- آرت ستارتجيس على موقع قاعدة بيانات الفيلم (الإنجليزية)